# Oldžo
Oldžo, příp. Oldo (rusky Ольджо nebo Олдо) je řeka v Jakutské republice v Rusku. Je dlouhá 330 km. Plocha povodí měří 16 100 km².

## Průběh toku
Pramení na východním svahu hřbetu Chadaraňja v Čerského pohoří a teče převážně na jihozápad, přičemž pohoří obtéká ze severu. Na středním toku je koryto velmi členité. Ústí zprava do Jany.

## Vodní režim
Zdrojem vody jsou sněhové a dešťové srážky.

## Využití
Údolím řeky vede silnice od řeky jany k řece Indigirce.